# Stéphane Brosse
Stéphane Brosse (Le Pont-de-Beauvoisin, 20 de octubre de 1971 - Aiguille d'Argentière, 17 de junio de 2012) fue un esquiador de montaña francés.

## Biografía
Nacido en Saboya, Brosse se inició en el esquí de montaña en 1990 y compitió por primera vez en la carrera Miage Contamines Somfy de 1995. Al siguiente año, entró en el equipo nacional francés de esquí de montaña, y con Pierre Gignoux estableció el récord de la carrera en el Mont Blanc hasta el 30 de mayo de 2003. La pareja de esquiadores necesitó 5 horas, 15 minutos y 47 segundos para completar la carrera, dedicando aproximadamente 4 horas y 7 minutos para coronar la montaña, y una hora y siete minutos por el descenso. Desde 2003, junto a Lionel Bonnel, ostentaba el récord del Haute Route, que une Chamonix y Zermatt, establecido en 21 horas y 11 minutos.
Stéphane Brosse murió el 17 de junio de 2012 mientas cruzaba el Aiguille d'Argentière, en el Mont Blanc. Una cornisa de nieve colapsó bajo sus pies, y Brosse sufrió una caída fatal de 600 metros. Lo acompañaban en la travesía Kílian Jornet, Sébastien Montaz-Rosset y Bastien Fleury.